# Abbaye du Val-de-Gif
L’abbaye du Val-de-Gif, dédiée à la Vierge Marie et aussi appelée abbaye Notre-Dame du Val-de-Gif, est une ancienne abbaye bénédictine, qui était située sur l'actuelle commune de Gif-sur-Yvette.

## Historique
La vie monastique y commence à une date inconnue (les premiers documents qui mentionnent l'abbaye remontent au XIIe siècle pour s'interrompre au XVIIe siècle. En 1733, l'abbaye se voit interdire de recruter des novices en raison de la proximité de la communauté avec le courant janséniste. Les biens de l'abbaye sont placés sous séquestre par le Conseil d'État en 1783 ; elle est déclarée bien national le 2 novembre 1789, et rachetée en 1791. Les bâtiments sont démantelés pour fournir des matériaux de construction.[réf. nécessaire]

## Liste des abbesses
Cette liste incomplète présente les abbesses de l'abbaye du Val-de-Gif entre les XIIe et XVIIIe siècles.
- Eremburge (1180-1203)
- Cécile (1203-1226)
- Rantie (1226-1238)
- Béatrix I (1238-…)
- Mabilie (…-…)
- Philippa (…-1280)
- Isabelle de Saint-Aubin (1280-1312)
- Élisabeth (1312-…)
- Azélipde (…-1332)
- Jeanne I de Seyne (1332-1356)
- Jeanne II de Saint-Mars (1356-1361)
- Jeanne III Annette (1361-1362)
- Irène de Voisins (1362-1370)
- Beatrix II d'Argenteuil (1370-1382)
- Alix de Damiette (1382-1386) avait pour procureur Jean Reddé, prêtre, curé de Leudeville
- Jeanne IV d'Aunoy (1386-1391)
- Odeline la Buveuse (1391-1415)
- Jacqueline la Salvaresse (1415-1423)
- Marguerite I Carroussy (1423-1452)
- Marguerite II la Picarde (1452-1453)
- Jeanne V de Réauville (1453-1467)
- Marguerite III d'Orouër (1467-1476)
- Jeanne VI de Sully (1476-1479)
- Jeanne VII de La Roue (1479-1480)
- Marguerite III d'Orouër (1480-1482)
- Jeanne VII de La Roue (1482-1487)
- Hélie de Forges (1487-1493)
- Florence de Forges (1493-1506)
- Jeanne VIII de Francières (1506-1517)
- Antoinette I Augier (1517-1527), élue trois fois de suite, comme le permettait la règle de Poncher. Elle garda la crosse de Gif pendant neuf ans. En 1520, elle a pour procureur Jacques Le Clerc, prêtre
- Marguerite I de Saint-Benoît (1527-1529)[2].
- Marguerite II Gouge (1529-1537)
- Hélène Brûlart de Sillery (1537-1543)
- Jeanne IX Boullard (1543-1544)
- Jeanne X de Blosset (1544-1571)
- Jeanne XI de Carnazet (1571-1584)
- Antoinette II de La Béraudière (1584-1600)
- Françoise I de Miée de Guespré (1600-1610) [Note 1] ,[3], [Note 2] , [4].
- Magdeleine I de Montenay de Garencières de Baudémont (1610-1612), avait pour procureur Nicolas de Richelieu
- Magdeleine II de Mornay de Villarceaux (1612-1638), elle a pour procureur en 1623 Jean Dupuy
- Magdeleine III de Mornay de Villarceaux (1638-1653)
- Catherine de Morant du Mesnil-Garnier (1653-1654)
- Françoise II de Courtilz de Boyon (1654-1669)
- Magdeleine IV Hurault de Cheverny (1669-1675)
- Anne I Victoire de Clermont de Monglat (1675-1701), en 1693 le monastère compte 52 religieuses
- Anne II Éléonore-Marie de Béthune d'Orval (1701-1733)
- Marie-Anne-Françoise de Ségur de Ponchat (1733-1749), en 1747 il ne reste que 36 religieuses et il est fait interdiction de recevoir de nouvelles sœurs en 1735
- Louise-Elisabeth-Henriette Feydeau de Courcelle (1749-1758), prieure
- Jeanne-Marie de Walles  (1758-1779), prieure Le monastère compte 21 religieuses en 1759 et 8 en 1771.
- Françoise de Villicy de Tourville (1779-1785), prieure
- Union avec l'abbaye de Sainte-Périne de Chaillot 1785-1789 : Angélique-Marie Baudon de Mony, dernière abbesse.

## Personnalités et religieuses liées à l'abbaye
- Marie Héroët, religieuse citée dans l'Heptaméron, comme victime du réformateur Étienne Gentils, prieur de Saint-Martin-des-Champs (1508-1536), et fut nommée après comme abbesse à l'abbaye de Giy.

## Revenus et terriers

### Propriétés et fermes
- Châtillon.
- Ferme de Gousson à Gif, avec 60 arpents de terre labourables pouvant produire 6 muids [Note 3].
- Ferme de Puiseux à Puiseux-en-France (Val-d'Oise), 94 arpents, citée en 1405-1520-1526-1601-1623.
- Ferme de Compans (Seine-et-Marne), 60 arpents, donnée par Jacques Le Clerc et sa mère Françoise Louet sa mère, religieuse à Gif, en 1530.
- Ferme de la Gombarderie (non localisée).
- Ferme de La Noue sur la paroisse : Les Molières, 80 arpents, terres et prés affermés pour la somme de 320 Livres tournois en argent et 48 septiers de blé froment, estimés à 30 Livres le septier
- Ferme de Saint-Aubin, consistant en une maison et autres bâtiments avec 56 arpents de terres labourables et 42 de pâtures, affermée à Jacques Farcy pour la quantité de 48 septiers de blé froment, évalués à 30 Livres le septier.
- Moulin sur la rivière d'Yvette, proche de l'abbaye avec 42 arpents de terre et prés, affermés à la veuve de Jacques Pécheux pour 650 Livres en argent et la mouture 'environ 20 muids de blé.
- Maison dite L'Image-Saint-Jean,  au village de Gif, louée 400 Livres tournois

### Fiefs, bois et terres
- Fief de la Croix-Guyon à Mittry, en Seine-et-Marne d'une contenance de 43 arpents, affermés pour la somme de 360 Livres tournois.
- Bois de la Gombaudrerie, au Fonceau de Ragonnant (1636), achat des religieuses pour la somme de 900 Livres tournois.
- Bois taillis au lieu-dit le Fonceau du  Grand Ragonnant pour 6,5 arpents, paroisse de Gometz-la-Ville, pour la somme de 900 Livres tournois (1638).
- 83 arpents de terre au territoire de Compans, Thieux, et lieux proches pour la somme de 290 Livres tournois

### Dîmes
- Rentes sur les dîmes de Fontenay, Herbland et Châtillon appartenant aux religieuses de Notre-Dame de Gif, puis sur un tiers des dîmes de Fontenay et Châtillon, 1361-1498 (d. 15)[6]. En vertu d'un accord passé en 1534 entre Jacques Bardelin, curé de Châtillon et Marguerite de Gouge, abbesse de Gif, les religieuses lui abandonnent les dîmes de Châtillon contre une rente annuelle de 12 livres, et approuvé par Jean du Bellay, évêque de Paris le 5 septembre 1534, selon l'abbé Lebeuf[7].
- Dîme de Gif : 47 septiers de seigle estimés en 1771 à 20 Livres tournois le septier, auquel il convient d'ajouter5 septiers d'avoine à 20 Livres tournois le septier.
- Dîme de Saclay : 6 septiers de blé méteil à 25 Livres tournois l'unité et 5 septiers d'avoine à 20 Livres tournois le septier.
- Dîme de Villiers-le-Bascle.

### Droits et rentes
- Droit de franc-salé, réduit à 40 minots de sel, payés le prix du marchand à prendre au grenier à sel de Paris.
- Rentes sur le domaine de Paris, et sur les Aides.
- Rente perpétuelle de 24 septiers de mouture de blé sur le moulin à blé du pont de Geuisseau, Paris.
- Exemptions des dîmes 1154-1442-1594.
- Amortissement de tout le revenu temporel de l'abbaye, 1138-1467-1503-1541-1548.